# Новый Спас (Петушинский район)
Новый Спас — деревня в Петушинском районе Владимирской области России. Входит в состав Петушинского сельского поселения.

## География
Расположена на левом берегу реки Слезихи, притока реки Мергель, в 1,5 км к северу от Костина и в 8,5 км к северу от федеральной автодороги М-7 «Волга» Москва — Уфа. До деревни из Костина до 2018 г. вела грунтовая дорога плохого качества, проложенная через лес. Проезд по дороге был сезонным. В 2018 г. построена асфальтированная дорога. Проезд стал круглогодичным.

## История
Церковь на месте села Новоспасского существовала в глубокой древности, но к началу XVII столетия она запустела. В патриарших окладных книгах XVII века значится Спасская пустовая церковная земля. Эта земля отдавалась разным лицам на оброк, так в 1640 году она была отдана священнику села Воскресенского за 10 алтын с гривной, в 1671 году была отдан в поместье патриаршему сыну боярскому Григорию Лопухину. В 1719 году владелец пустоши Иван Лопухин уступил ее братьям Александру и Михаилу Салтыковым для постройки церкви. В 1720 году церковь была построена и освящена в честь Всемилостивого Спаса. В 1772 году, как видно из надписи на кресте, в Ново-Спасском помещиками Милославскими была построена новая деревянная церковь в честь Преображения Господня. В 1822 году вместо деревянной церкви начато строительство каменного храма, в 1826 году построена и освящена трапеза, а в 1835 году — главный храм. Престолов в этом храме два: главный в честь Преображения Господня, в трапезе теплой в честь Покрова Пресвятой Богородицы. В конце XIX века приход состоял из села Ново-Спасского и деревень Калабродовой, Александровки, Ново-Степиной, Жаров, Лошаков, Костино. В селе Ново-Спасском с 1890 году существовала школа грамоты. Учащихся в 1895 году было 20 чел.
До революции являлось селом Жаровской волости Покровского уезда.

## Население
| 1859 | 1926 |
| ---- | ---- |
| 256  | 265  |

| 1859 | 1905 | 1926 | 2002 | 2010 | 2021 |
| ---- | ---- | ---- | ---- | ---- | ---- |
| 256  | ↗310 | ↘265 | ↘12  | ↘7   | ↘4   |

## Достопримечательности
В селе находится действующий Храм Спаса Преображения (1835)